# Auguste Albert Leuba
Auguste Leuba (né le 1er novembre 1846 au Locle et décédé le 20 mars 1884 à Nyon) est un ingénieur, entrepreneur et homme politique suisse.

## Biographie
Auguste Albert Leuba, fils d'Auguste, député au Grand Conseil neuchâtelois, et de Sophie Leuba, est né le 1er novembre 1846 au Locle,. Après des études à l'École polytechnique fédérale de Zurich, il devient directeur, avec son frère Henri-Arthur, de la fabrique de chaux et de ciment du Furcil à Noiraigue, dans l'actuelle commune de Val-de-Travers,. Parallèlement à ses activités professionnelles, Auguste Albert Leuba remplit différents mandats politiques pour le compte du Parti radical-démocratique (PRD) dans les dernières années de sa vie, que ce soit au Grand Conseil de 1880 à 1884 où il a représenté le cercle de Fleurier, au Conseil des États de 1880 à 1881 et au Conseil national de 1882 à 1884,.
Auguste Albert Leuba a épousé Marie Jacot-Baron. Leur fils Auguste (1878-1960) a lui aussi été député au Conseil national.